# Phonosuper SK4

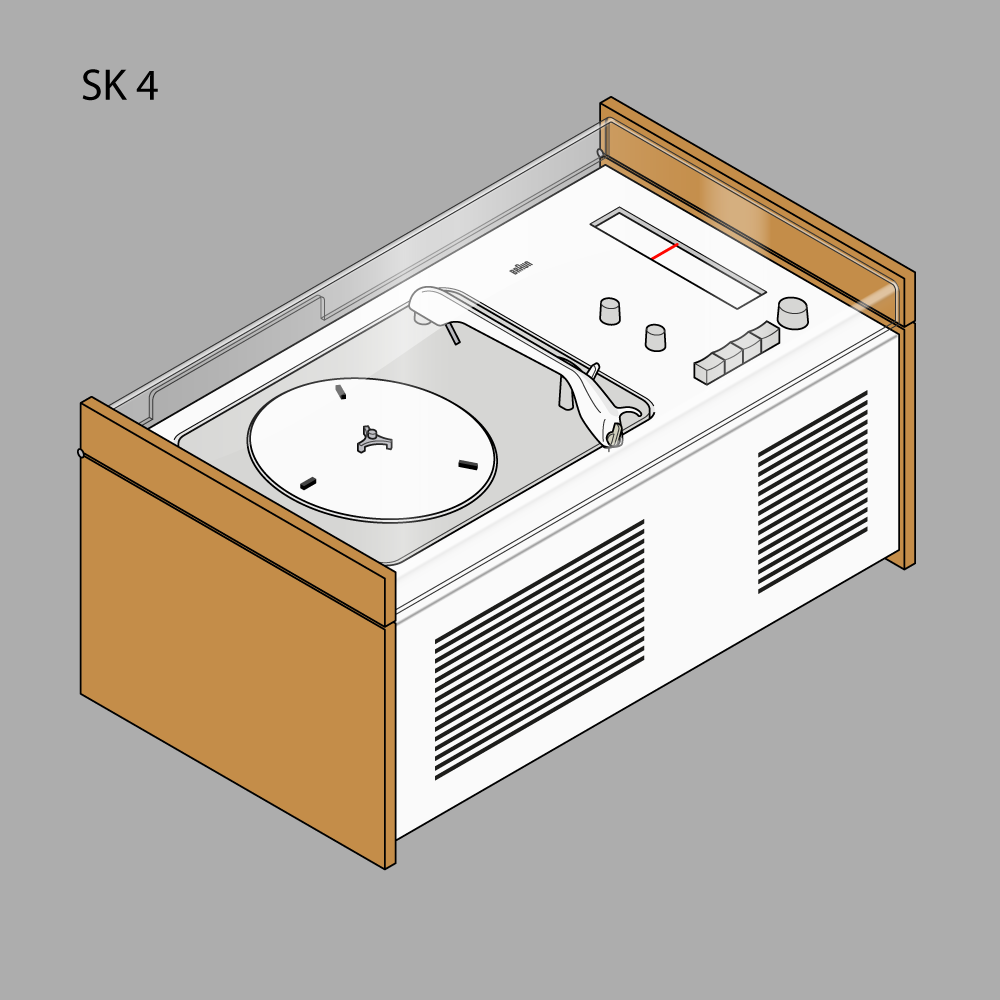
Braun_SK_4

O Phonosuper SK4 é uma combinação de vitrola, rádio e toca-discos foi produzida pela empresa braun, em meados dos anos 50, e foi projetada pelos desenhistas industriais Dieter Rams e Hans Gugelot. O produto se tornou símbolo do desenvolvimento e recuperação da Alemanha além de ser um dos primeiros produtos no mercado a ter uma abordagem funcionalista. Tornou-se um dos símbolos de excelência do design alemão, que durante o princípio do século XX foi referência no mundo do design global.

## Contexto Histórico

### Alemanha após Segunda Guerra Mundial
Depois da guerra, na Conferência de Potsdam (1945), houve o consenso de quatro ações prioritárias que deveriam ocorrer na Alemanha: desnazificação, desmilitarização, descentralização da economia e reeducação do povo alemão para a democracia. Quatro anos depois do início da implementação das medidas estabelecidas pela conferência, os Aliados anunciaram duas novas repúblicas dentro do território alemão: uma ocidental e capitalista, a República Federal da Alemanha (RFA) e uma comunista, a República Democrática da Alemanha (RDA). Para que conseguissem se reerguer, ambas as nações contaram com o apoio de países estrangeiros. Na RFA, a situação só mudou depois que Ludwig Erhard assumiu o cargo de Diretor da Administração Econômica em 1948. Erhard sugeriu um ousado plano para restaurar a economia, que envolvia a reforma monetária em conjunto com uma completa abolição dos controles econômicos que haviam sido impostos pelos Aliados (Estados Unidos, França, Inglaterra e União Soviética). A partir desse momento a RFA caminhou a passos largos para uma “milagrosa recuperação econômica” e foi crucial para o surgimento de grandes empresas como a braun.

### O Movimento Funcionalista
Um ponto importante para entender a formação do Phonosuper SK4 é o Funcionalismo. De acordo com Löbach o funcionalismo pode ser entendido como uma corrente de pensamento que privilegia as funções práticas em detrimento das funções estéticas e simbólicas de um projeto. Seu emprego na produção industrial resulta em produtos simples e livres de aspectos emocionais, além disso, toda a produção é pensada para um aproveitamento máximo dos recursos evitando desperdícios e reduzindo custos. 

## Design
A produção do Toca-Discos SK4 se deu na Alemanha após a Segunda Guerra Mundial, onde inovação, tecnologia e, principalmente, design representavam destruição em massa e tragédia. Frente a isso, a braun tinha uma nova missão ao lado de Dieter Rams: "Nosso objetivo era limpar e organizar. Tudo estava em caos na Alemanha e, para nós, era importante limpar aquilo e pensar de uma forma diferente." 

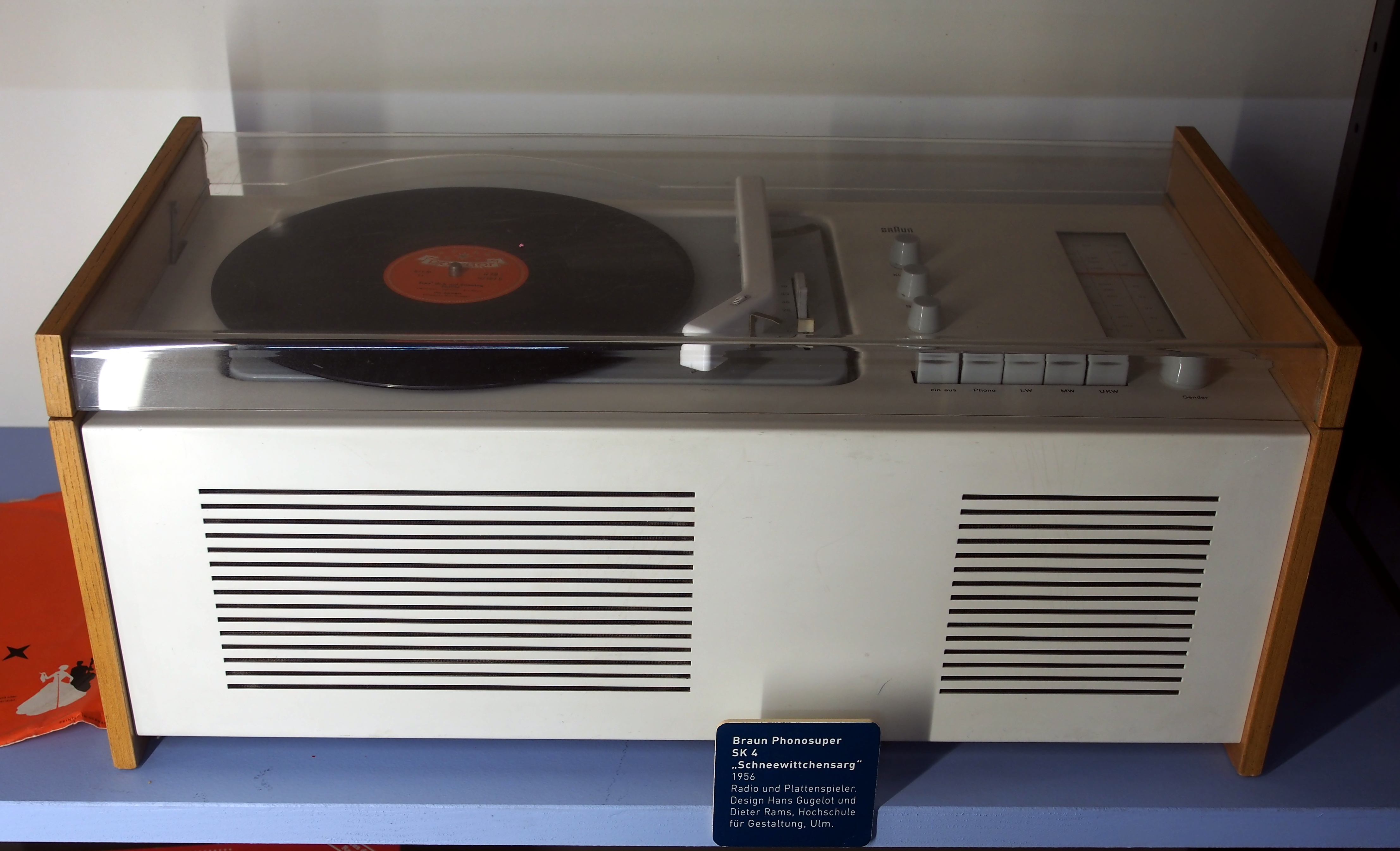
1956_Braun_Phonosuper_SK4_Schneewittchensarg

Na braun, Rams ajudou a firma em sua nova abordagem com o design: projetos extremamente lógicos e despidos de ornamentos, uma vez que o designer alemão era adepto da máxima "A forma segue a função. A consequência disso foi um toca discos que destoava completamente de qualquer outro no mercado. Naquela época, os móveis, rádios e toca-discos possuíam princípios estéticos semelhantes: eram grandes, pesados e feitos em madeira bruta escura. O Phonosuper SK4 foi projetado em 1956 tornando-se uma inovação para o design de produto, inspirando até produtos no século 21. Enquanto os toca-discos continham uma tampa de madeira que escondia o produto, os designers que trabalhavam no SK4 pensaram na possibilidade de usar uma chapa de aço para a tampa, mas a partir da pesquisa viram que o material tinha um impacto negativo no som. A solução foi utilizar uma tampa de Perspex transparente para mostrar toda a beleza do produto, assim, o Hans Gugelot o batizou como o caixão da Branca de Neve, um clássico dos contos de fadas,  esse design estilístico foi rapidamente adotado por outros fabricantes. 